# Louis Riel
Louis David Riel (angleščina /ˈluːiː riːˈɛl/, francoska izgovorjava: [lwi ʁjɛl]), kanadski politik, * 22. oktober 1844, Red River Colony, Rupert's Land, Britanska Severna Amerika, † 16. november 1885, Regina, Saskatchewan, Kanada.
Bil je ustanovitelj province Manitoba, in politični vodja Métijev v Kanadskih prerijah. Bil je vodja dveh uporov proti Kanadski vladi in njenemu prvemu predsedniku vlade po koncu federacije, Johnu A. Macdonaldu. Riel je skušal ohraniti pravice Métijev in njih kulturo v času, ko so njihove matične dežele na Severozahodu postopoma prihajale pod vpliv Kanade. Že dolgo ga častijo kot narodnega heroja, tako frankofoni, pa katoliški nacionalisti, gibanja za pravice domorodcev in študentsko gibanje Nova levica. Riel je bolj kot katerakoli oseba v Kanadski zgodovini bil deležen akademske pozornosti.
Njegov prvi upor je bil Upor Rdeče reke med 1869-1870. Začasna vlada, ki jo je sklical Riel, je bila odločilna za pogoje, pod katerimi je dandanašnja provinca Manitoba pridružila Kanadski konfederaciji. Riel na smrt obsojenega nasprotnika začasne vlade, Thomasa Scotta, ni pomilostil. Kot je sam dejal, se je za to odločil, ker Kanadčani Metijev niso jemali resno. Da se izgone pregonu, je pobegnil v ZDA. Kljub temu ga pogosto imenujejo »Oče Manitobe«. Kot ubežnik je bil trikrat izvoljen v kanadski parlament, vendar svojega sedeža nikoli ni zasedel. Leta izgnanstva so ga grenila, vendar je v njem raslo prepričanje, da je od Boga izbran vodja in prerok, vera, ki je kasneje prišla na površje in vplivala na njegova dejanja. Zaradi tega novega verskega prepričanja so se katoliški voditelji, ki so ga še podpirali, v vse večjem številu začeli odvračati od njega. Leta leta 1881, med emigracijo v Montani, se je poročil; dobil je tri otroke.
Leta 1884 so se na Riela obrnili Métiji v Saskatchewanu, da bi jih zastopal v zvezi z njihovimi pritožbami kanadski vladi. Namesto tega je organiziral oboroženi odpor, ki je končal z vojaškim spopadom, takoimenovanem Severozahodnem uporu leta 1885. Ottawi so prav prišle nedavno zgrajene železniške proge, po katerih je poslala na tisoče vojakov v boj. Spopad se je končal z Rielovo aretacijo in obsodbo zaradi veleizdaje. Predsednik vlade MacDonald se je kljub  številnim protestom in pritožbam množic odločil za smrtno kazen. Riel je za frankofonsko Kanado pomenil herojsko žrtev; njegova smrt na vislicah je trajno vplivala na Kanado, saj je novi narod negativno polarizirala vzdolž etnično-verske črte. Čeprav je bilo neposredno vpletenih le nekaj sto ljudi, so dolgoročno zaradi upora v Saskatchewanu tako imenovane prerijske province prišle pod nadzor angleško, ne pa francosko nastrojenih državljanov. Še bolj pomembna posledica pa je bil občutek odtujenosti francosko govorečih Kanadčanov in zagrenjenost zaradi zatiranja njihovih sonarodnjakov.
Pogled zgodovinopisja na Riela že dolgo niha med dvema poloma: po eni strani vidi veda v njem nevarnega, napol norega verskega fanatika in upornika, po drugi strani pa heroja, borca za pravice svojega francosko govorečega okolja, katerega je želel zaščiti pred nepoštenimi nameni angleško govoreče narodne vlade. Vedno bolj ga častijo kot zagovornika multikulturnosti in s tem zmanjšujejo pomen njegove zavzemanja za Métije in njih politično neodvisnost.